# Malva
Malva Tourn. ex L. è un genere di piante della famiglia delle Malvacee.

## Tassonomia
Il genere comprende le seguenti specie:
- Malva acerifolia (Cav.) Alef.
- Malva aegyptia L.
- Malva aethiopica C.J.S.Davis
- Malva agrigentina (Tineo) Soldano, Banfi & Galasso
- Malva alcea L.
- Malva arborea (L.) Webb & Berthel.
- Malva assurgentiflora (Kellogg) M.F.Ray
- Malva bucharica Iljin
- Malva cachemiriana (Cambess.) Alef.
- Malva cavanillesiana Raizada
- Malva cretica Cav.
- Malva durieui Spach
- Malva excisa Rchb.
- Malva flava (Desf.) Alef.
- Malva hispanica L.
- Malva leonardii I.Riedl
- Malva lindsayi (Moran) M.F.Ray
- Malva longiflora (Boiss. & Reut.) Soldano, Banfi & Galasso
- Malva ludwigii (L.) Soldano, Banfi & Galasso
- Malva lusitanica (L.) Valdés
- Malva maroccana (Batt. & Trab.) Verloove & Lambinon
- Malva microphylla (Baker f.) Molero & J.M.Monts.
- Malva moschata L.
- Malva multiflora (Cav.) Soldano, Banfi & Galasso
- Malva neglecta Wallr.
- Malva nicaeensis All.
- Malva oblongifolia (Boiss.) Soldano, Banfi & Galasso
- Malva occidentalis (S.Watson) M.F.Ray
- Malva olbia (L.) Alef.
- Malva oxyloba Boiss.
- Malva pacifica M.F.Ray
- Malva pamiroalaica Iljin
- Malva parviflora L.
- Malva phoenicea (Vent.) Alef.
- Malva preissiana Miq.
- Malva punctata (All.) Alef.
- Malva pusilla Sm.
- Malva qaiseri Abedin
- Malva setigera K.F.Schimp. & Spenn.
- Malva stenopetala (Coss. & Durieu ex Batt.) Soldano, Banfi & Galasso
- Malva stipulacea Cav.
- Malva subovata (DC.) Molero & J.M.Monts.
- Malva sylvestris L.
- Malva thuringiaca (L.) Vis.
- Malva tournefortiana L.
- Malva trimestris (L.) Salisb.
- Malva unguiculata (Desf.) Alef.
- Malva valdesii (Molero & J.M.Monts.) Soldano, Banfi & Galasso
- Malva verticillata L.
- Malva vidalii (Pau) Molero & J.M.Monts.
- Malva waziristanensis Blatt.
- Malva weinmanniana (Besser ex Rchb.) Conran
- Malva xizangensis Y.S.Ye, L.Fu & D.X.Duan

Sono stati inoltre descritti i seguenti ibridi:
- Malva × adulterina Wallr.
- Malva × arbosii Sennen
- Malva × clementii (Cheek) Stace
- Malva × columbretensis (Juan & M.B.Crespo) Juan & M.B.Crespo
- Malva × egarensis Cadevall
- Malva × inodora Ponert
- Malva × intermedia Boreau
- Malva × litoralis Dethard. ex Rchb.
- Malva × zoernigii Fleisch.